# Württemberg-Baden
Württemberg-Baden is een voormalige deelstaat in Duitsland, in 1945/1946 door de Amerikaanse bezetter in het leven geroepen. De hoofdstad was Stuttgart en het omvatte het noordelijke deel van de voormalige landen Baden en Württemberg. Beide delen waren Landesbezirke. De hoofdstad van Baden was Karlsruhe. Württemberg-Baden werd in 1949 deel van de bondsrepubliek Duitsland.
In 1952 werd Württemberg-Baden samengevoegd met het door de Fransen opgezette Zuid-Baden en Württemberg-Hohenzollern tot de deelstaat Baden-Württemberg.
Binnen die deelstaat werden de Regierungsbezirke Nordbaden en Nordwürttemberg opgericht. In 1973 gingen ze over in het regierungsbezirk Karlsruhe en het regierungsbezirk Stuttgart.

## Geschiedenis
Württemberg-Baden bestond uit de noordelijke delen van de voormalige staten van Württemberg en Baden. De zuidelijke grens van dit deel van de Amerikaanse bezettingszone was de Autobahn tussen Karlsruhe en München, de A8 die in zijn geheel binnen de Amerikaanse zone lag. De staat Württemberg-Baden werd, net als de andere deelstaten in de Amerikaanse zone, erkend op 19 september 1945.
Op 24 november 1946 werd een nieuwe grondwet aangenomen en het eerste parlement werd gekozen. De staat Württemberg-Baden ging deel uitmaken van de Bondsrepubliek Duitsland toen die geformeerd werd op 23 mei 1949.
Op 24 september 1950 werd er een niet-bindende volksraadpleging gehouden in Württemberg-Baden, Württemberg-Hohenzollern en Baden over de samenvoeging van de drie staten. Er werd een  algeheel referendum gehouden op 16 december 1951. Op beide momenten stemden de kiezers voor de fusie. De drie staten werden samengevoegd tot de Duitse deelstaat Baden-Württemberg, die op 25 april 1952 werd gevormd.

## Politiek
De eerste minister-president van Württemberg-Baden was Reinhold Maier, een politicus van  DVP en van 1946–1952 FDP. Maier werd de eerste president van Baden-Württemberg na de oprichting in 1952.
Württemberg-Baden werd verdeeld in twee districten, de zogeheten landesbezirke. De grenzen van deze twee districten werden getrokken van de delen Württemberg en Baden. De grenzen zijn nog niet echt veranderd, want het regierungsbezirk Stuttgart heeft het grootste deel van het gebied van Württemberg en het regierungsbezirk Karlsruhe heeft het grootste deel van het gebied Baden.

## Vlag en wapen
De vlag van Württemberg-Baden werd aangenomen in 1947 en was zwart-rood-goud net als de Vlag van Duitsland die voorheen door de Weimarrepubliek was gevoerd en in 1949 aangenomen werd door de Bondsrepubliek en de DDR.
Het wapen werd gecreëerd uit de wapens van de voorgaande staten rood met een gouden vlak van het wapen van Baden en de drie herten-geweistangen van het wapen van Württemberg.

## Presidenten

### Presidenten van de Verfassunggebende Landesversammlung für Württemberg-Hohenzollern
- Wilhelm Simpendörfer 15 juli 1946- 1946 CDU

### Presidents van de Landtag
- Wilhelm Simpendörfer 10 december 1946 - 1946 CDU
- Wilhelm Keil 15 januari 1947 - 1952 SPD